# Eerste klasse 1963-64 (voetbal België)
Het seizoen 1963/64 van de Belgische Eerste Klasse ging van start in de zomer van 1963 en eindigde in de lente van 1964. De competitie telde 16 clubs. RSC Anderlechtois werd landskampioen. Het was de tiende landstitel voor de club.

## Gepromoveerde teams
Deze teams waren gepromoveerd uit de Tweede Klasse voor de start van het seizoen:
- KFC Malinois (kampioen in Tweede)
- KFC Turnhout (derde in Tweede)

Waterschei SV Thor, dat tweede was geëindigd, promoveerde niet, maar was moeten degraderen omwille van competitiefraude.

## Degraderende teams
Deze teams degradeerden naar Tweede Klasse op het eind van het seizoen:
- KFC Turnhout
- KFC Malinois

Turnhout moest degraderen omwille van competitiefraude.

## Titelstrijd
RSC Anderlechtois werd afgetekend kampioen met 4 punten voorsprong op het verrassende Beeringen FC en vijf punten voorsprong op uittredend landskampioen Standard.

## Europese strijd
Anderlecht was als landskampioen geplaatst voor de Europacup voor Landskampioenen van het volgend seizoen. ARA La Gantoise plaatste zich als bekerwinnaar voor de Europese Beker voor Bekerwinnaars. Union Saint-Gilloise, RFC Liégeois en Antwerp FC zouden volgend seizoen deelnemen aan de Beker der Jaarbeurssteden.

## Degradatiestrijd
KFC Malinois eindigde afgetekend als laatste op een degradatieplaats. Berchem Sport kwam twee punten te kort om de voorlaatste plaats te vermijden. Toch kon Berchem uiteindelijk de hoogste afdeling blijven, nadat KFC Turnhout tot degradatie werd veroordeeld na competitiefraude. Beide nieuwkomers zakten zo terug naar Tweede Klasse.

## Eindstand
|         |    |                             | P  | W  | G  | V  | +  | -  | DS  | Ptn |
| ------- | -- | --------------------------- | -- | -- | -- | -- | -- | -- | --- | --- |
| K       | 1  | RSC Anderlechtois           | 30 | 18 | 9  | 3  | 77 | 28 | 49  | 45  |
|         | 2  | K. Beeringen FC             | 30 | 16 | 9  | 5  | 49 | 30 | 19  | 41  |
|         | 3  | R. Standard Club Liégeois   | 30 | 16 | 8  | 6  | 58 | 28 | 30  | 40  |
|         | 4  | R. Beerschot AC             | 30 | 12 | 13 | 5  | 47 | 26 | 21  | 37  |
|         | 5  | RFC Liégeois                | 30 | 15 | 6  | 9  | 39 | 27 | 12  | 36  |
|         | 6  | R. Antwerp FC               | 30 | 13 | 9  | 8  | 42 | 38 | 4   | 35  |
|         | 7  | KFC Diest                   | 30 | 13 | 7  | 10 | 43 | 39 | 4   | 33  |
| (beker) | 8  | ARA La Gantoise             | 30 | 10 | 6  | 14 | 37 | 51 | -14 | 26  |
|         | 9  | K. Lierse SK                | 30 | 8  | 10 | 12 | 39 | 43 | -4  | 26  |
|         | 10 | RCS Brugeois                | 30 | 8  | 10 | 12 | 25 | 43 | -18 | 26  |
|         | 11 | R. Daring Club de Bruxelles | 30 | 8  | 9  | 13 | 41 | 48 | -7  | 25  |
|         | 12 | RFC Brugeois                | 30 | 8  | 8  | 14 | 35 | 48 | -13 | 24  |
|         | 13 | K. Sint-Truidense VV        | 30 | 8  | 8  | 14 | 36 | 50 | -14 | 24  |
| D       | 14 | KFC Turnhout                | 30 | 7  | 10 | 13 | 28 | 50 | -22 | 24  |
|         | 15 | R. Berchem Sport            | 30 | 8  | 6  | 16 | 29 | 49 | -20 | 22  |
| D       | 16 | KFC Malinois                | 30 | 3  | 10 | 17 | 20 | 47 | -27 | 16  |

P: wedstrijden gespeeld, W: wedstrijden gewonnen, G: gelijke spelen, V: wedstrijden verloren, +: gescoorde doelpunten, -: doelpunten tegen, DS: doelsaldo, Ptn: totaal punten
K: kampioen, D: degradeert, (beker): bekerwinnaar

## Topscorers
Paul Van Himst van landskampioen RSC Anderlechtois werd topschutter met 26 doelpunten.
1895/96 · 1896/97 · 1897/98 · 1898/99 · 1899/00 · 1900/01 · 1901/02 · 1902/03 · 1903/04 · 1904/05 · 1905/06 · 1906/07 · 1907/08 · 1908/09 · 1909/10 · 1910/11 · 1911/12 · 1912/13 · 1913/14 · 1914/15 · 1915/16 · 1916/17 · 1917/18 · 1918/19 · 
1919/20 · 1920/21 · 1921/22 · 1922/23 · 1923/24 · 1924/25 · 1925/26 · 1926/27 · 1927/28 · 1928/29 · 1929/30 · 1930/31 · 1931/32 · 1932/33 · 1933/34 · 1934/35 · 1935/36 · 1936/37 · 1937/38 · 1938/39 · 1939/40 · 1940/41 · 1941/42 · 1942/43 · 1943/44 · 1944/45 · 1945/46 · 1946/47 · 1947/48 · 1948/49 · 1949/50 · 1950/51 · 1951/52 · 1952/53 · 1953/54 · 1954/55 · 1955/56 · 1956/57 · 1957/58 · 1958/59 · 1959/60 · 1960/61 · 1961/62 · 1962/63 · 1963/64 · 1964/65 · 1965/66 · 1966/67 · 1967/68 · 1968/69 · 1969/70 · 1970/71 · 1971/72 · 1972/73 · 1973/74 · 1974/75 · 1975/76 · 1976/77 · 1977/78 · 1978/79 · 1979/80 · 1980/81 · 1981/82 · 1982/83 · 1983/84 · 1984/85 · 1985/86 · 1986/87 · 1987/88 · 1988/89 · 1989/90 · 1990/91 · 1991/92 · 1992/93 · 1993/94 · 1994/95 · 1995/96 · 1996/97 · 1997/98 · 1998/99 · 1999/00 · 2000/01 · 2001/02 · 2002/03 · 2003/04 · 2004/05 · 2005/06 · 2006/07 · 2007/08 · 2008/09 · 2009/10 · 2010/11 · 2011/12 · 2012/13 · 2013/14 · 2014/15 · 2015/16 · 2016/17 · 2017/18 · 2018/19 · 2019/20 · 2020/21· 2021/22 · 2022/23 · 2023/24 · 2024/25